# Sahavato
Sahavato är en ort i Madagaskar.   Den ligger i regionen Vatovavy Fitovinanyregionen, i den centrala delen av landet, 200 km söder om huvudstaden Antananarivo. Sahavato ligger 54 meter över havet och antalet invånare är 28 000.
Terrängen runt Sahavato är platt åt sydost, men åt nordväst är den kuperad. Runt Sahavato är det ganska tätbefolkat, med 72 invånare per kvadratkilometer. Det finns inga andra samhällen i närheten. Omgivningarna runt Sahavato är en mosaik av jordbruksmark och naturlig växtlighet.